# Marivona
Marivona és una cantant d'origen bretó i cultura francesa, però arrelada a la Catalunya del Nord.
Començà a cantar en català l'any 1979, i interpretà composicions de caràcter feminista inspirades en la manera de fer d'Anne Sylvestre. Publicà un llibre-MC (Si fossis) i, el 1982, un LP (Son la dona dolça) de molt poca difusió.
Intentà meritòriament reinterpretar el cançoner popular en una línia creativa, però abandonà la Nova Cançó a la meitat dels anys vuitanta.